# Henrik I. Borselenski
Henrik I. Borselenski (ali Borssele) (1336-1401) je bil gospod Veereški in Zandenburški.

## Življenje
Henrik I. je bil sin Volferta III. Borselenskega in Hedvike Both Eemske, hčere Gijsbrehta Botha Eemskega (1235-?) in Margarete Arkelske (1300-1368). Po letu 1358 je verjetno nasledil svojega brata Volferta IV. Borselenskega, ki je umrl brez potomstva. Leta 1362 je bil povzdignjen v viteza in med letoma 1364 in 1368 se večkrat omenja kot svetnik na grofovskem dvoru in tudi v letih 1377 in 1379. Pod njegovo vladavino so se začela dela na kamnitih zidovih Veereja.
Junija 1383 se je poročil z Marijo Vianensko (1362-?) (hčerko Gijsberta Vianenskega (1320-1391) in Beatris Egmontske (1335-1390). Imela sta naslednje otroke:
- Volfert V. Borselenski, (1384/85-1409) naslednik
- Katarina Borselenska (1386-?)

Po smrti svoje žene Marije naj bi se Hendrik drugič poročil z Margareto Nijenrodsko, hčerko Otona Nijenrodskega. Henrik je umrl v starosti približno 65 let in je bil pokopan v koru grajske kapele na gradu Zandenburg.